# 블루사이드 엔진
블루사이드 엔진(Blueside Engine)은 블루사이드 스튜디오가 개발한 게임 엔진이다. 2012년 9월 6일에 바꾸기 전의 명칭은 페임테크였으며, 페임(FAME)은 "Fantasy, Action, Massive, Epic"의 각 단어의 머리 글자를 따서 만든 것이다.
블루사이드 스튜디오의 《킹덤 언더 파이어: 히어로즈》와 《나인티 나인 나이츠》를 개발하는 데 사용된 페임테크 1과 대규모 온라인 게임에 특화된 페임테크 2로 나뉘어 있다.
2008년 12월, 블루사이드 스튜디오가 페임테크 1,2를 상용 엔진으로 판매함을 발표했다. 2012년 9월 6일, 블루사이드 스튜디오는 페임테크와 자사를 별개로 보는 사회적인 인식에 따라 엔진과 회사 간의 연관성을 높이기 위해 페임테크 2를 회사 명칭과 똑같은 "블루사이드 엔진"으로 개명하기로 결정하였다고 밝혔다.

## 엔진을 사용한 게임
페임테크 1
- 킹덤 언더 파이어: 히어로즈 (2005년, 엑스박스, 블루사이드 스튜디오)
- 나인티 나인 나이츠 (2006년, 엑스박스 360, 블루사이드 스튜디오)
- 킹덤 언더 파이어: 써클 오브 둠 (2007년, 엑스박스 360, 블루사이드 스튜디오)
- 카르마 2 (2009년, 온라인, 드래곤플라이)[1]

페임테크 2(= 블루사이드 엔진)
- 킹덤 언더 파이어 2 (개발중, 온라인/플레이스테이션 3, 블루사이드 스튜디오)

## 참조
1. 1 2  “블루사이드 엔진 ‘FAME tech 1’, ‘카르마2’에 적용”. 디스이즈게임. 2008년6월 20일. 2009년 3월 7일에 확인함. [깨진 링크(과거 내용 찾기)]
2. 1 2  “블루사이드, 게임엔진 사업에 출사표”. 디스이즈게임. 2008년12월30일. 2009년 3월 7일에 확인함. [깨진 링크(과거 내용 찾기)]
3. ↑  이은별 (2012년 9월 6일). “킹덤언더파이어의 게임엔진 '페임테크2' 가 '블루사이드엔진'으로 명칭 변경”. 인벤. 2012년 9월 26일에 확인함.